# Icosidodécaèdre
Le solide d'Archimède de vingt faces triangulaires et douze faces pentagonales s’appelle un icosidodécaèdre.  Le mot “icosidodécaèdre” commence par “icos”,  qui signifie “vingt”,  soit le nombre de faces du solide de Platon de douze sommets,  qui est le dual du “dodécaèdre” de Platon,  dont les douze faces sont pentagonales.

## Description

Cette image‑ci montre l’icosidodécaèdre de face et de dessus,  avec deux faces triangulaires horizontales.  De dessus le contour est un dodécagone,  qui entoure dix triangles et six pentagones.  Une moitié des faces est donc visible de dessus :  seize faces.
Les soixante arêtes d’un icosidodécaèdre sont les côtés de six décagones réguliers de même taille,  convexes et concentriques.  Le centre de leurs six cercles circonscrits est le centre de symétrie de chaque décagone,  donc le centre de symétrie de l’icosidodécaèdre,  centre de sa sphère circonscrite,  tangente aux arêtes des deux solides de Platon,  dont il est l’intersection.  À gauche,  chacun des décagones réguliers équatoriaux a sa couleur propre.  Les deux projections orthogonales qui se correspondent déforment chaque décagone,  alors que dans la toute première image,  la première projection de l’icosidodécaèdre respecte la forme du décagone décoré de pois clairs :  celui du contour,  dans un plan parallèle aux deux faces opposées décorées de pois clairs elles aussi.
Symétriques l’une de l’autre par rapport au centre du solide,  deux faces pentagonales opposées ont les mêmes contours bigarrés.  Leurs côtés sont parallèles à ceux du décagone, dont la couleur est absente des deux contours.  N’importe quelle projection respecte un parallélisme ou une symétrie centrale.  Par exemple,  dans trois plans parallèles équidistants, deux pentagones opposés et leur décagone parallèle sont trois polygones réguliers,  qui se projettent de face sur deux segments bicolores du contour octogonal,  et un segment parallèle passant par le centre de la vue.
La vue de dessus ne déforme pas la face supérieure :  un triangle équilatéral horizontal,  représenté par un segment horizontal dans la vue de face,  vue qui respecte la mesure des angles dièdres sur le contour du solide.  Par exemple le sommet du contour octogonal,  en haut à droite,  représente une arête horizontale en bleu terne,  commune à un triangle et un pentagone,  comme toute autre arête.   N’importe quelle arête est celle d’un dièdre partout de même mesure,  propriété ainsi énoncée en abrégé :  les arêtes sont uniformes.  En effet,  donner à une autre face triangulaire la même orientation,  dans un plan horizontal,  aboutirait au tracé du même angle tout en haut du contour octogonal,  à droite.
Commun à deux triangles et deux pentagones,  chaque sommet est l’extrêmité commune de quatre arêtes,  qui forment partout la “même figure”,  autrement dit trente figures isométriques.  L’icosidodécaèdre est un polyèdre quasi régulier.

Ces solides de Platon duaux ont soixante arêtes au total, qui se coupent
deux à deux à angle droit en leur milieu. L’intersection des solides duaux
est un icosidodécaèdre, dont les arêtes forment six décagones réguliers :
six sections équatoriales communes aux trois solides concentriques.

## Coordonnées et symétries
Un icosidodécaèdre possède une symétrie icosaédrique, et sa première stellation est le composé d'un dodécaèdre et de son dual, l'icosaèdre, avec les sommets de l'icosaèdre localisés aux milieux des arêtes du dodécaèdre.
Avec R rayon de la sphère circonscrite et a longueur de l'arête , on a la relation :
{\displaystyle {\frac {a}{R}}=\varphi -1}
Des coordonnées commodes pour les 30 sommets d'un icosidodécaèdre sont les permutations circulaires de 
{\displaystyle \left(0,0,\pm \varphi \right)}
{\displaystyle \left(\pm {\tfrac {1}{2}},\pm {\tfrac {\varphi }{2}},\pm {\tfrac {(1+\varphi )}{2}}\right)}
où {\displaystyle \varphi ={\tfrac {1+{\sqrt {5}}}{2}}} est le nombre d'or. En utilisant {\displaystyle \varphi ^{2}=\varphi +1}, on vérifie que ces sommets sont sur une sphère centrée à l'origine.

## Polyèdres reliés
Son polyèdre dual est le triacontaèdre rhombique. Un icosidodécaèdre peut être divisé le long de plusieurs plans pour former des rotondes décagonales, qui figurent parmi les solides de Johnson.
Dans la nomenclature standard utilisée pour les solides de Johnson, un icosidodécaèdre serait appelé une gyrobirotonde décagonale. En effet, on obtient un icosidodécaèdre en accolant deux « rotondes » décagonales par leur base, telle que leur face supérieure (les deux pentagones opposés) soient orientées différemment (c'est pourquoi l'on ajoute « gyro- »).
On obtient ce polyèdre entre autres en tronquant un des deux solides de Platon de trente arêtes (l'icosaèdre ou le dodécaèdre) à chaque sommet, par une section qui passe par les milieux de toutes les arêtes issues du sommet tronqué. C'est donc à la fois un dodécaèdre fortement tronqué et aussi un icosaèdre fortement tronqué, et ces troncatures sont maximales.
Ses soixante arêtes égales sont les côtés de six décagones réguliers convexes concentriques : six sections équatoriales du solide tronqué ou du solide initial.